# 鐵達尼號 (1943年電影)
《鐵達尼號》是德國乌发电影公司攝製的一部二戰宣傳電影，於1943年9月24日首映。

## 劇情
《鐵達尼號》首次以“Titanic”为标题。含有傳統描寫沉船的電影元素，但特別強調批判資本主義和英國人，称股东为提高公司股价，试图打破姊妹船奥林匹克号的运营航速，令船只以最高23节的高速航行并最终导致事故；同时期航速最快的远洋班轮是卢西塔尼亚级，奥林匹克级并非为了蓝絲帶奖而设计。
此外，該片侧重描述当时船上的德国船员和乘客，將身為德國人的三等艙乘客於沉船時的英勇和仁慈的表現描寫的淋漓盡致，而沒有描述在鐵達尼號沉沒時身亡英国船员和的猶太頭等艙夫婦等。

## 製作
該電影於1942年在一艘大型远洋班轮普艾柯納號開拍，总耗资400万帝国马克（当时一辆四号坦克造价约10-12万帝国马克）。該片開拍開支龐大，過程虽因戰事而遇到重大困難，仍动用了大量人力物力，在民间承受食物配给和轰炸时，营造出奢华场面，甚至引起协助拍摄的海军不满。原導演（Herbert Selpin）被戈培爾以叛國罪于1942年7月30日下令拘捕后；Selpin于被拘押的次日夜间，在牢房中用裤子吊死，官方包括战后调查的正式结论是自杀，但因当时局势混乱，也有称是被秘密警察谋杀后伪装成自杀。餘下電影內容由另一導演（Werner Klingler）接拍，拍攝後于1942年10月完成。

## 放映
在完成拍攝後内部试映中，因片中描寫大量負面劇情，可能影射盟軍轟炸造成的死傷，尽管拍摄全程在戈培爾本人的监管下完成，但戈培尔仍感失望并反对将其公映，直至近1年后才获得放映许可。原擬放映的德國片場受到轟炸，該片最後在1943年9月24日于布拉格首映，获得一些好评；后于当年聖誕節於維希法國的巴黎放映，旋即受到一些法国人的抵制。

## 該片在第二次世界大戰後的命運
二戰在1945年結束後，《鐵達尼號》拷貝於1949年在西德被發現，因其宣扬纳粹的意識形態，旋即被西方資本主義國家禁映。但該片在1950年後在西德電視台時有播放。德國統一後，經審查後的VHS版《鐵達尼號》（刪除納粹文宣）後，於德國發行。2005年，該片的非刪剪版以DVD模式被發行。

## 後世片段重用
1958年的英國電影《冰海沉船記》有共四段片段（兩段日間航行、兩段船艙水淹）取用此電影的片段。